# English Pronouncing Dictionary
Pour les articles homonymes, voir EPD.
L'English Pronouncing Dictionary (EPD) a été créé par le phonéticien britannique Daniel Jones et a été publié pour la première fois en 1917. Il comprenait à l'origine plus de 50 000 mots vedette sous leur forme orthographique, chacun d'entre eux se voyant attribuer une ou plusieurs prononciations transcrites à l'aide d'un ensemble de symboles phonémiques basés sur un accent standard. Le dictionnaire en est maintenant à sa 18e édition. John C. Wells a écrit « L'EPD a établi la norme par rapport à laquelle d'autres dictionnaires doivent inévitablement être jugés ».

## Histoire
Le précurseur de l’English Pronouncing Dictionary était A Phonetic Dictionary of the English Language de Hermann Michaelis et de Daniel Jones, publié en Allemagne en 1913. Dans ce travail, les mots vedettes du dictionnaire étaient listés en transcription phonémique, suivie de leur forme orthographique, de sorte que l'utilisateur devait connaître la composition phonémique d'un mot, afin de découvrir son orthographe. Une entrée typique, donnée en exemple dans la préface, était eksplə'neiʃən « explication ». L'utilisateur devait donc avoir reconnu la séquence de phonèmes /eksplə'neiʃən/, avant de pouvoir découvrir la forme orthographique du mot. Ce format n'a pas trouvé grâce et une œuvre germano-britannique n'avait de toute façon aucune chance de bien se porter au moment de la Première Guerre mondiale.